# Partecipanti all'Étoile de Bessèges 2025
Elenco dei partecipanti all'Étoile de Bessèges 2025.
L'Étoile de Bessèges 2025 è stata la cinquantacinquesima edizione della corsa. Alla competizione presero parte 21 squadre: 10 con licenza UCI World Tour 2025, 7 UCI ProTeam e 4 UCI Continental Team.
Accreditati alla partenza 146 ciclisti.

## Corridori per squadra
Nota: R ritirato, NP non partito, FT fuori tempo, SQ squalificato
| Lidl-Trek                         | Lidl-Trek                         | Lidl-Trek                         | Arkéa-B&B Hotels      | Arkéa-B&B Hotels      | Arkéa-B&B Hotels      | EF Education-EasyPost      | EF Education-EasyPost      | EF Education-EasyPost      |
| --------------------------------- | --------------------------------- | --------------------------------- | --------------------- | --------------------- | --------------------- | -------------------------- | -------------------------- | -------------------------- |
| N°                                | Ciclista                          | Clas.                             | N°                    | Ciclista              | Clas.                 | N°                         | Ciclista                   | Clas.                      |
| 1                                 | Mads Pedersen                     | NP3ª                              | 11                    | Kévin Vauquelin       | 1°                    | 21                         | Hugh Carthy                | R 3ª                       |
| 2                                 | Alex Kirsch                       | R 3ª                              | 12                    | Arnaud Démare         | 41°                   | 22                         | Richard Carapaz            | R 3ª                       |
| 3                                 | Ryan Gibbons                      | R 3ª                              | 13                    | Anthony Delaplace     | 49°                   | 23                         | Harry Sweeny               | R 3ª                       |
| 4                                 | Martin Pedersen                   | R 3ª                              | 14                    | Thibault Guernalec    | 5°                    | 24                         | Marijn van den Berg        | R 3ª                       |
| 5                                 | Otto Vergaerde                    | R 3ª                              | 15                    | Baptiste Gillet       | 42°                   | 25                         | Samuele Battistella        | R 3ª                       |
| 6                                 | Julien Bernard                    | R 3ª                              | 16                    | Florian Sénéchal      | 35°                   | 26                         | Madis Mihkels              | R 3ª                       |
| 7                                 | Patrick Frydkjær                  | R 3ª                              | 17                    | Pierre Thierry        | 31°                   |                            |                            |                            |
| Cofidis                           | Cofidis                           | Cofidis                           | Alpecin-Deceuninck    | Alpecin-Deceuninck    | Alpecin-Deceuninck    | Soudal Quick-Step          | Soudal Quick-Step          | Soudal Quick-Step          |
| N°                                | Ciclista                          | Clas.                             | N°                    | Ciclista              | Clas.                 | N°                         | Ciclista                   | Clas.                      |
| 31                                | Benjamin Thomas                   | NP5ª                              | 41                    | Jimmy Janssens        | R 3ª                  | 51                         | Paul Magnier               | R 3ª                       |
| 32                                | Sam Maisonobe                     | 21°                               | 42                    | Timo Kielich          | R 3ª                  | 52                         | Yves Lampaert              | R 3ª                       |
| 33                                | Clément Izquierdo                 | 12°                               | 43                    | Stan Van Tricht       | R 3ª                  | 53                         | Mattia Cattaneo            | R 3ª                       |
| 34                                | Oliver Knight                     | 47°                               | 44                    | Simon Dehairs         | FT5ª                  | 54                         | Josef Černý                | R 3ª                       |
| 35                                | Anthony Perez                     | 19°                               | 45                    | Lennert Belmans       | R 3ª                  | 55                         | Martin Svrček              | R 3ª                       |
| 36                                | Dylan Teuns                       | 2°                                | 46                    | Louis Kitzki          | R 4ª                  | 56                         | Gil Gelders                | R 3ª                       |
| 37                                | Damien Touzé                      | 7°                                | 47                    | Juri Hollmann         | 28°                   | 57                         | Dries Van Gestel           | R 3ª                       |
| Groupama-FDJ                      | Groupama-FDJ                      | Groupama-FDJ                      | Ineos Grenadiers      | Ineos Grenadiers      | Ineos Grenadiers      | Decathlon AG2R La Mondiale | Decathlon AG2R La Mondiale | Decathlon AG2R La Mondiale |
| N°                                | Ciclista                          | Clas.                             | N°                    | Ciclista              | Clas.                 | N°                         | Ciclista                   | Clas.                      |
| 61                                | Kevin Geniets                     | 3°                                | 71                    | Filippo Ganna         | R 3ª                  | 81                         | Sam Bennett                | R 3ª                       |
| 62                                | Rémi Cavagna                      | 13°                               | 72                    | Axel Laurance         | R 3ª                  | 82                         | Oscar Chamberlain          | R 3ª                       |
| 63                                | Olivier Le Gac                    | 32°                               | 73                    | Salvatore Puccio      | R 3ª                  | 83                         | Dries De Bondt             | R 3ª                       |
| 64                                | Cyril Barthe                      | 23°                               | 74                    | Joshua Tarling        | R 3ª                  | 84                         | Tord Gudmestad             | R 3ª                       |
| 65                                | Paul Penhoët                      | 26°                               | 75                    | Artem Shmidt          | R 3ª                  | 85                         | Rasmus S. Pedersen         | R 3ª                       |
| 66                                | Clément Russo                     | 29°                               | 76                    | Ben Turner            | R 3ª                  | 86                         | Gianluca Pollefliet        | R 3ª                       |
| 67                                | Maxime Decomble                   | 15°                               | 77                    | Omar Fraile           | R 3ª                  | 87                         | Nicolas Prodhomme          | R 3ª                       |
| Red Bull-Bora-Hansgrohe           | Red Bull-Bora-Hansgrohe           | Red Bull-Bora-Hansgrohe           | Lotto                 | Lotto                 | Lotto                 | Uno-X Mobility             | Uno-X Mobility             | Uno-X Mobility             |
| N°                                | Ciclista                          | Clas.                             | N°                    | Ciclista              | Clas.                 | N°                         | Ciclista                   | Clas.                      |
| 91                                | Jan Tratnik                       | R 3ª                              | 101                   | Arnaud De Lie         | 20°                   | 111                        | Magnus Cort Nielsen        | R 3ª                       |
| 92                                | Alexander Hajek                   | R 3ª                              | 102                   | Jarrad Drizners       | R 3ª                  | 112                        | Erik Resell                | R 3ª                       |
| 93                                | Emil Herzog                       | R 3ª                              | 103                   | L. van de Wynkele     | R 3ª                  | 113                        | Anders Skaarseth           | R 3ª                       |
| 94                                | Jonas Koch                        | R 3ª                              | 104                   | Sébastien Grignard    | R 3ª                  | 114                        | Rasmus Tiller              | R 3ª                       |
| 95                                | Oier Lazkano                      | R 3ª                              | 105                   | Lionel Taminiaux      | R 3ª                  | 115                        | Søren Wærenskjold          | R 3ª                       |
| 96                                | Jordi Meeus                       | R 3ª                              | 106                   | Baptiste Veistroffer  | 34°                   | 116                        | Amund G. Jansen            | R 3ª                       |
| 97                                | Maxim Van Gils                    | R 2ª                              | 107                   | Jonas Gregaard        | R 3ª                  | 117                        | Jonas Hvideberg            | R 3ª                       |
| TotalEnergies                     | TotalEnergies                     | TotalEnergies                     | Team Flanders-Baloise | Team Flanders-Baloise | Team Flanders-Baloise | Unibet Tietema Rockets     | Unibet Tietema Rockets     | Unibet Tietema Rockets     |
| N°                                | Ciclista                          | Clas.                             | N°                    | Ciclista              | Clas.                 | N°                         | Ciclista                   | Clas.                      |
| 121                               | Pierre Latour                     | 4°                                | 131                   | Alex Colman           | 37°                   | 141                        | Adrien Maire               | R 3ª                       |
| 122                               | Thomas Bonnet                     | 51°                               | 132                   | Jonas Geens           | NP2ª                  | 142                        | Andreas Stokbro            | R 3ª                       |
| 123                               | Alexys Brunel                     | 38°                               | 133                   | Elias Maris           | 24°                   | 143                        | Axel Huens                 | R 3ª                       |
| 124                               | Alexandre Delettre                | 14°                               | 134                   | Vincent Van Hemelen   | 8°                    | 144                        | Hartthijs de Vries         | R 3ª                       |
| 125                               | Fabien Doubey                     | 10°                               | 135                   | Dylan Vandenstorme    | 27°                   | 145                        | Lukáš Kubiš                | R 3ª                       |
| 126                               | Sandy Dujardin                    | 18°                               | 136                   | Ward Vanhoof          | R 5ª                  | 146                        | Killian Verschuren         | R 3ª                       |
| 127                               | Valentin Retailleau               | 30°                               | 137                   | Victor Vercouillie    | 46°                   | 147                        | Tomáš Kopecký              | R 3ª                       |
| Equipo Kern Pharma                | Equipo Kern Pharma                | Equipo Kern Pharma                | Wagner Bazin WB       | Wagner Bazin WB       | Wagner Bazin WB       | Van Rysel-Roubaix          | Van Rysel-Roubaix          | Van Rysel-Roubaix          |
| N°                                | Ciclista                          | Clas.                             | N°                    | Ciclista              | Clas.                 | N°                         | Ciclista                   | Clas.                      |
| 151                               | Urko Berrade                      | NP4ª                              | 161                   | Sasha Weemaes         | R 4ª                  | 171                        | Baptiste Planckaert        | 25°                        |
| 152                               | Hugo Aznar                        | NP4ª                              | 162                   | Jelle Vermoote        | 48°                   | 172                        | Valentin Tabellion         | NP5ª                       |
| 153                               | Marc Brustenga                    | NP3ª                              | 163                   | Victor Papon          | R 4ª                  | 173                        | Kévin Avoine               | NP5ª                       |
| 154                               | Francisco Galván                  | NP4ª                              | 164                   | Jocelyn Baguelin      | R 4ª                  | 174                        | Rémi Capron                | R 4ª                       |
| 155                               | Unai Aznar                        | NP4ª                              | 165                   | Giacomo Villa         | FT5ª                  | 175                        | Célestin Guillon           | 33°                        |
| 156                               | Pau Miquel                        | NP4ª                              | 166                   | Axandre Van Petegem   | NP4ª                  | 176                        | Maxime Jarnet              | 22°                        |
| 157                               | Mikel Retegi                      | NP4ª                              | 167                   | Marco Tizza           | 16°                   | 177                        | Killian Théot              | 36°                        |
| St Michel-Preference Home-Auber93 | St Michel-Preference Home-Auber93 | St Michel-Preference Home-Auber93 | CIC U Nantes          | CIC U Nantes          | CIC U Nantes          | Nice Métropole Côte d'Azur | Nice Métropole Côte d'Azur | Nice Métropole Côte d'Azur |
| N°                                | Ciclista                          | Clas.                             | N°                    | Ciclista              | Clas.                 | N°                         | Ciclista                   | Clas.                      |
| 181                               | Alan Riou                         | NP5ª                              | 191                   | Ronan Augé            | 39°                   | 201                        | Jaakko Hänninen            | 40°                        |
| 182                               | Nicolas Breuillard                | 6°                                | 192                   | Joris Chaussinand     | R 4ª                  | 202                        | Damien Girard              | 17°                        |
| 183                               | Romain Cardis                     | 43°                               | 193                   | Corentin Devroute     | 45°                   | 203                        | Axel Zuccarelli            | FT5ª                       |
| 184                               | Thomas Champion                   | 9°                                | 194                   | Justin Ducret         | 50°                   | 204                        | Noah Knecht                | R 3ª                       |
| 185                               | Yohann Simon                      | NP5ª                              | 195                   | Maël Guégan           | NP5ª                  | 205                        | Andrea Mifsud              | NP5ª                       |
| 186                               | Théo Delacroix                    | 11°                               | 196                   | Antoine Hue           | R 4ª                  | 206                        | Alexander Konijn           | 52°                        |
| 187                               | Jérémy Lecroq                     | 44°                               | 197                   | Axel Mariault         | NP3ª                  | 207                        | Dylan Massa                | FT5ª                       |